# Afrikaanse beker der kampioenen 1966
De Afrikaanse beker der kampioenen 1966 was de 2de editie van de beker voor landskampioenen voetbal in Afrika. De titelverdediger Oryx Douala kreeg een vrijstelling in de eerste 2 rondes.

## Eerste ronde
| Team 1                     | Tot. | Team 2            | 1e wedstr. | 2e wedstr. |
| -------------------------- | ---- | ----------------- | ---------- | ---------- |
| Conakry I                  | w.o. | US Gorée          | w.o.       |            |
| Diables Noirs              | 3-2  | Dragons Kinshasa  | 1-2        | 2-0        |
| Ethio-Cement               | 1-10 | Al-Hilal Omdurman | 1-4        | 0-6        |
| Etoile Filante de Lomé     | 0-6  | Asante Kotoko     | 0-3        | 0-3        |
| Etoile Filante Ouagadougou | 3-4  | Stade d'Abidjan   | 2-0        | 1-4        |
| Oryx Douala                | bye  |                   |            |            |

## Kwartfinale
| Team 1         | Tot. | Team 2            | 1e wedstr. | 2e wedstr. |
| -------------- | ---- | ----------------- | ---------- | ---------- |
| AS Real Bamako | 5-3  | Conakry I         | 2-1        | 3-2        |
| Diables Noirs  | 2-10 | Al-Hilal Omdurman | 1-6        | 1-4        |
| Asante Kotoko  | 2-3  | Stade d'Abidjan   | 0-1        | 2-2        |
| Oryx Douala    | bye  |                   |            |            |

## Halve Finale
| Team 1            | Tot. | Team 2          | 1e wedstr. | 2e wedstr. |
| ----------------- | ---- | --------------- | ---------- | ---------- |
| Oryx Douala       | 4-7  | AS Real Bamako  | 2-4        | 2-3        |
| Al-Hilal Omdurman | 3-4  | Stade d'Abidjan | 1-0        | 2-4        |

## Finale
| Team 1      | Tot. | Team 2          | 1e wedstr. | 2e wedstr. |
| ----------- | ---- | --------------- | ---------- | ---------- |
| Real Bamako | 4-5  | Stade d'Abidjan | 3-1        | 1-4        |